# Paulo Garcés
Paulo Andrés Garcés Contreras (* 2. August 1984 in Parral) ist ein chilenischer Fußballtorwart. Er gewann fünf chilenische Meisterschaften und bestritt ein Länderspiel.

## Karriere

### Verein
Garcés kam 1999 aus der Jugend zum Profiteam von Universidad Católica und debütierte 2003 im Ligaspiel gegen die Santiago Wanderers. Er wurde 2004 und 2007 an Deportes Puerto Montt verliehen. Nach seiner Rückkehr von der zweiten Leihe zu Deportes Puerto Montt wurde er von Universidad Católica an den mexikanischen Verein Lobos de la BUAP verliehen. Nach seiner Erfahrung in Mexiko kehrte er nach Chile zurück, um für CD Everton zu spielen, wo er selten in der Startelf stand. Im Jahr 2009 kehrte er zu Universidad Católica zurück, mit dem Ziel, sich einen Platz in der Startelf unter Trainer Marco Antonio Figueroa zu erkämpfen. Nach der Verletzung von Cristopher Toselli stand er in 16 der 17 Partien der Apertura 2009 im Tor der Cruzados und behielt seinen Platz im Tor bis Ende 2010. Im Juni 2011, nach Ablauf seines Vertrages, wechselte er zum Universitätsrivalen Universidad de Chile, wurde jedoch direkt für eine Saison an Unión La Calera verliehen. In seiner Zeit bei Universidad Católica wurde Garcés in der Clausura 2005 und 2010 chilenischer Meister.
Bei Universidad de Chile war er bis zu seinem Wechsel zum CD O’Higgins nur Ersatzspieler hinter Stammtorwart Johnny Herrera. Besonders die Saison 2012 war von Erfolgen für den Verein geprägt, der Meisterschaft der Clausura und dem Pokalsieg, wo er einen Großteil der Spiele im Tor stand, wurde sowie in der Copa Libertadores, wo das Team von La U erst im Halbfinale den Boca Juniors unterlag.
Im Jahr 2013 gewann Garcés die Apertura 2013/14 mit O’Higgins. In der Gruppenphase stand er bei 16 Spielen im Tor, einschließlich des Finales gegen Universidad Católica, wo er in den letzten Minuten durch entscheidende Paraden eine Schlüsselrolle spielte. Mit dem Klub aus Rancagua nahm Garcés an der Copa Libertadores 2014 teil, wo er auf Deportivo Cali, Cerro Porteño und CA Lanús traf, jedoch als Dritter in der Gruppenphase ausschied. In der Clausura 2013/14 zeigte Garcés für O’Higgins wieder gute Leistungen und kam in 14 der 17 Spiele zum Einsatz, in denen der Klub nur 12 Gegentore hinnehmen musste. Das Team beendete die Clausura auf dem dritten Platz. Im Juni 2014 wurde der Torwart als Neuzugang von Rekordmeister CSD Colo-Colo präsentiert. Bei den Albos war er zunächst hinter dem paraguayischen Nationaltorwart Justo Villar nur zweite Wahl, wurde aber durch den Trainerwechsel 2015 von Héctor Tapia zu José Luis Sierra zur neuen Nummer eins auserkoren. Am 23. August 2015 erlitt Garcés im Spiel gegen Deportes Iquique nach einem Zusammenprall mit Rafael Caroca einen Bruch in der linken Schulter und musste unter Tränen vom Platz getragen werden. Sein Team gewann im weiteren Verlauf der Apertura 2015/16 die Meisterschaft. Zur Saison 2016/17 wurde Pablo Guede neuer Trainer von Colo-Colo. Durch die häufigen Verletzungen von Villar kam Garcés zu vielen Einsätzen, obwohl ihm immer wieder Fehler unterliefen. Zum Ende der Clausura 2016/17 stellte Guede dann den dritten Torwart Álvaro Salazar ins Tor.
Trotz der kurz zuvor erfolgten Vertragsverlängerung lösten Garcés und Colo-Colo den Vertrag Mitte 2017 auf und der Torwart wechselte zu Deportes Antofagasta. Bei seiner ersten Partie gegen seinen Ex-Klub Ende Juli 2017 zeigte er eine gute Leistung und rettete seinem Team beim 0:0-Unentschieden einen Punkt. 2019 wechselte Garcés zu Curicó Unido und 2021 unterschrieb er einen Vertrag bei San Luis in der Primera B. Nach nur sechs Spielen für den Klub trat er vom Vertrag zurück. Im Laufe des Jahres unterschrieb Garcés bei Deportes Valdivia in der Segunda División. Im Januar 2024 gab Deportes Linares seine Verpflichtung bekannt, jedoch tauchte er nach fünf Tagen bei seinem neuen Team nicht mehr auf. Stattdessen verlängerte er seinen Vertrag bei Valdivia. Im Juni desselben Jahres wechselte er zu Unión San Felipe.

### Nationalmannschaft
Paulo Garcés gab im Januar 2011 sein Debüt für die Nationalmannschaft Chiles beim Freundschaftsspiel gegen die USA. Später wurde er wieder für die Nationalmannschaft nominiert, kam aber nicht mehr zum Einsatz. Er stand im Kader der Copa América 2011 und wurde bei der Copa América 2015 als Ersatztorwart Südamerikameister, nachdem Cristopher Toselli mit einer Verletzung ausgefallen war.

## Erfolge
Universidad Católica
- Chilenischer Meister: 2005-C, 2010

Universidad de Chile
- Chilenischer Meister: 2012-C
- Chilenischer Pokalsieger: 2012

CD O’Higgins
- Chilenischer Meister: 2013/14-A
- Chilenischer Supercup-Sieger: 2014

Colo-Colo
- Chilenischer Meister: 2015/16-A
- Chilenischer Pokalsieger: 2016

Chile
- Südamerikameister: 2015